# Paul Lee
Paul John Dalistan Lee (Manila, 14 febbraio 1989) è un cestista filippino.

## Carriera
Con le Filippine ha disputato due edizioni dei Campionati mondiali (2014, 2019).